# Otto von Hessen († 1357)
Otto von Hessen (* um 1341; † vor dem 2. Dezember 1357) war landgräflicher Prinz und Domherr zu Halberstadt und Magdeburg.

## Leben
Otto von Hessen wurde als Sohn des Landgrafen Ludwig von Hessen und dessen Gemahlin Elisabeth Gräfin von Sponheim geboren und wuchs zusammen mit seinen Geschwistern Hermann (um 1342–1413) und Agnes (1342/1344–1393, Äbtissin) auf.
Otto trat in den geistlichen Stand und wurde Domherr zu Halberstadt und Anwärter auf eine Dompräbende zu Bamberg.
Der Erzbischof Otto von Magdeburg wollte vermutlich seinen Neffen  Otto zu seinem Nachfolger machen. Daher  wurde Otto 1357 mit einem größeren Kanonikat in Magdeburg ausgestattet, starb aber kurz darauf.
Nach Ottos Tod bewarb sich Gerhard von Schwarzenberg am 2. Dezember 1357 um die Präbende des Verstorbenen.